# 한건유
한건유(본명:한규원 1992년 8월 6일 ~ )는 대한민국의 배우이다.

## 출연진

### 드라마
- (2017년) SBS 월화 드라마 《피고인》 ... 이찬영 역
- (2018년) oksusu 《숫자녀 계숙자》 ... 제이 역
- (2019년) 플레이리스트 《한입만 시즌 2》 ... 선도남 역
- (2021년) JTBC 월화 드라마 《한 사람만》 ... 구지표 역
- (2022년) 카카오페이지 《미치지 않고서야!》 ... 예선우 역
- (2023년) tvN 토일 드라마 《구미호뎐 1938》 ... 유재유 역